# Utchboulag (Fizouli)
Utchboulag est un village de la région de Fizouli en Azerbaïdjan, à 7 km à l'ouest de la ville de Fizouli, sur la rive gauche de la rivière Araxe.

## Histoire
L'ancien nom du village est Hogha. Il y a des informations sur le village de Hogha dans la source ottomane vers 1593. Le 29 avril 1992, le village de Hogha a été renommé en village d'Utchboulag par décision du Conseil suprême de la République d'Azerbaïdjan. Le village a été occupé par les forces arméniennes pendant la guerre du Haut-Karabakh. 

## Personnes notables
- Elkhan Zulfugarov — Héros national de l'Azerbaïdjan[2]